# Rick Santorum
Richard John "Rick" Santorum, född 10 maj 1958 i Winchester, Virginia, är en amerikansk republikansk politiker, advokat, författare och politisk kommentator. Han har representerat delstaten Pennsylvania i båda kamrarna av USA:s kongress, först i representanthuset 1991-1995 och sedan i senaten 1995-2007. Santorum är uttalat värdekonservativ.

## Utbildning
Santorum avlade 1980 sin grundexamen vid Pennsylvania State University. Han avlade sedan 1981 sin MBA vid University of Pittsburgh och 1986 sin juristexamen vid Pennsylvania State University. Han inledde därefter sin karriär som advokat i Pittsburgh.

## Politisk karriär
Santorum besegrade sittande kongressledamoten Doug Walgren i kongressvalet 1990. Han omvaldes 1992. Han besegrade sittande senatorn Harris Wofford i senatsvalet 1994. Han efterträdde demokraten Wofford i senaten i januari 1995 samtidigt som han själv efterträddes av demokraten Michael F. Doyle i representanthuset. Kongressledamoten Ron Klink utmanade Santorum i senatsvalet 2000. Santorum vann valet med 52% av rösterna mot 46% för Klink. Han kandiderade till en tredje mandatperiod i senaten men besegrades 2006 av demokraten Bob Casey.
Santorum kandiderade i de republikanska primärvalen inför det amerikanska presidentvalet 2012 men hoppade av den 10 april 2012.
År 2013 blev han VD för filmbolaget EchoLight Studios.
År 2015 meddelade Santorum att han återigen kandiderade till posten som president inför valet 2016. Den 3 februari 2016 meddelade han att han avslutade sin kampanj och istället gav sitt stöd till Marco Rubio.

## HBT-frågor
Santorum är en motståndare till samkönade äktenskap och har gjort flera negativa uttalanden om homosexuella. År 2003 debatterade han införandet av en anti-sodomilag, och jämförde samtycke till sex mellan homosexuella med polygami, incest och hor. 
HBT-rörelsen har i otaliga smutskastningskampanjer misskrediterat Santorum. Särskilt uppmärksammad sådan var när HBT-aktivisten Dan Savage utlyste en kampanj för att göra santorum till ett ord med en väldigt nedvärderande konnotation.